# 亚历山大·索尔仁尼琴
亚历山大·伊萨耶维奇·索尔仁尼琴（羅馬化：Aleksandr Isayevich Solzhenitsyn，發音：[ɐlʲɪkˈsandr ɪˈsajɪvʲɪtɕ səlʐɨˈnʲitsɨn]；1918年12月11日—2008年8月3日），苏联及俄羅斯哲學家、歷史學家、短篇小說作家，持不同政見者和政治犯。索忍尼辛不加掩饰地批評蘇聯和共產主義，定居美国后又毫不留情地批评自由主义價值觀，其立场让左右两派都无法与之相处。他是諾貝爾文學獎獲得者，俄羅斯科學院院士。他在文學、歷史學、語言學等許多領域有較大成就。
在二戰期間在苏联红军中服役後，他因在一封私人信件中批評斯大林而被判在勞教所度過八年，然後被流放。赫魯曉夫進行的改革於1956年將他從流放中解放出來，他只有一部作品被允許在蘇聯出版，即小說《伊万·杰尼索維奇的一天》（1962年）。但在蘇聯以外的地區出版了《癌病房》（1968年），《一九一四年八月》（1971年）和《古拉格群島》（1973年），激怒了勃列日涅夫，索忍尼辛失去了蘇聯公民身份。1974年他飛往西德，並於1976年與家人搬到美國，在那裡他繼續寫作，並轉而批評美國。於1990年，临近蘇聯解體时，他的國籍得到恢復，四年後他返回俄羅斯，并对叶利钦执政下的俄罗斯糟糕的社会局面进行批判直到2008年去世。
他因追求俄國文學的傳統的道德力量而獲得1970年諾貝爾文學獎。他所著的《古拉格群島》是極富影響力的作品，“對蘇聯提出了正面挑戰”，发行了數千萬冊。部分人视其为与苏联当权者斗争的伟大文学家与英雄，但索尔仁尼琴又抨击所有的民主派，资本家，个人消费者，自由主义者等，身為永遠的反對派，在民众眼中他是个难以理解和面对的人。

## 生平

### 成長時期
亞歷山大·索忍尼辛於1918年12月1日生於高加索基斯洛沃茨克，是一個遺腹子，自小由擔任中學老師的烏克蘭裔母親獨立撫養長大，擔任砲兵軍官的父親在他出生前6個月就已去世。1939年索忍尼辛考入羅斯托夫國立大學（现改名为南部联邦大学）物理和數學系，同時又考入莫斯科文史哲函授學院學習俄羅斯語言與文學，在學期間成績優異，曾獲史達林獎學金。1941年畢業後隨即應徵入伍，1942年官拜中尉連長赴前線作戰，1944年因勇敢作戰獲得一枚二级卫国战争勋章和一枚红星勋章並晉升為大尉。

### 監禁与流放時期
1945年，索忍尼辛因私人信函被截獲，因信中戲稱史達林為「留着小胡子的人」，在東普魯士前線被逮捕，遭蘇聯當局以「反蘇宣傳和陰謀建立反蘇組織」為罪名判刑8年。 后于1953年3月获释，改为流放至哈萨克进行劳改，斯大林同月去世。索尔仁尼琴先后在位于哈萨克的数个劳改营劳动，在一个专门关押政治犯的“特别”劳改营，他从事矿工、砖匠、铸造工等多个工种。在“特别”劳改营劳动期间，索尔仁尼琴切除一个肿瘤，但未意识到自己身患癌症。开始在哈萨克南部的流放生活后，他的癌症出现扩散。1953年年底，他濒临死亡边缘。1954年获准转移到位于乌兹别克塔什干的医院接受治疗。在位于埃基巴斯图兹的劳改营，他的第一个劳动果实诞生——短篇小说《伊凡·杰尼索维奇的一天》。 
1956年，索忍尼辛被蘇聯政府解除流放。1957年，蘇聯政府宣布索忍尼辛“无犯罪事实”，恢复名誉，后在梁赞市中学白天当数学老师，夜间在秘密寫作。在他的諾獎獲獎感言中，他寫道：“直到1961年，我幾乎不敢讓我的任何熟人相識閱讀我寫的任何東西，因為我擔心這會為人所知。”

### 恢复自由
1962年，索尔仁尼琴将描寫勞改營生活的中篇小說《伊凡·傑尼索維奇的一天》投稿至《新世界》雜誌，深受主编亚历山大·特瓦尔多夫斯基的赏识和帮助，特瓦尔多夫斯基通过关系，得到了赫鲁晓夫的鼓勵和親筆批准，小說在《新世界》雜誌上發表，一時之間，「一個籍籍無名為勞獄與絕症折磨幾死的索忍尼辛就這樣在一夜之間變成了蘇聯文壇的新彗星」。官方為了拉攏一夕成名的索忍尼辛，吸收他加入了勢力龐大的「蘇聯作家協會」。
索忍尼辛还在特瓦爾多夫斯基的幫助下進行了一次失敗的嘗試，使他的小說《癌症病房》在蘇聯合法出版。這需要作家聯盟的批准。儘管那裡的一些人對此表示讚賞，但該作品最終被拒絕發表，除非對其進行修改並清除可疑言論和反蘇聯的暗示。
1964年赫魯曉夫被撤職後，文化氛圍再次變得更加壓抑。索忍尼辛的著作出版很快就停止了。作為一名作家，他被非人化。但手抄式文稿仍然以地下刊物的形式在民間流傳，並且流向了國外。
在1967年，索尔仁尼琴给苏联第四次作家代表大会的代表们散发对本国书刊检查制度的「公开信」，抗议苏联的报刊检查制度，要求“取消对文艺创作的一切公开的和秘密的检查制度”，而作家大会通过了谴责他是苏联作家的叛徒的决议。1968年写成暴露莫斯科附近一个政治犯特别收容所的中篇小说《第一圈》及叙述苏联集中营历史和现状的长篇小说《癌病房》，均未获准出版。1968年《癌症病房》和《第一圈》在西欧发表，索忍尼辛聲名大噪，但卻因此遭到蘇聯官方和御用文人的批判。1969年他被开除出苏联作家协会，这引起了国际上一些著名作家如萨特的抗议。该年4月，他和川端康成一起被选为美国艺术文艺学会的名誉会员。
1970年代后，他实际上已成为与物理学家萨哈罗夫齐名的苏联持不同政见者。1970年7月，世界艺术与进步协会的50余名活动家联名向瑞典皇家学院提名索忍尼辛申报诺贝尔文学奖。苏共中央在获悉这一消息后，通过官方渠道向瑞典政府施加了外交压力。诺贝尔奖金评奖委员会不顾苏联的干扰，于1970年10月8日通过授予索忍尼辛诺贝尔文学奖，“以表彰他在发扬俄罗斯文学的宝贵传统方面所显示的美学力量。”尽管索忍尼辛有前去领奖的意愿，由于苏联当局拒绝承诺他领奖后还能返回苏联，他的瑞典领奖之旅未能成行。在此前后，他原在国内未获出版的作品及長篇歷史小說《一九一四年八月》(August, 1914)在西方国家先后问世。
1973年，揭露蘇聯整個勞改營內幕的皇皇巨著《古拉格群島》在巴黎出版。但這一作品徹底觸怒了蘇聯當局，1974年2月12日，索忍尼辛以叛國罪名被逮捕，蘇共總書記布里茲涅夫隨即簽署命令，剝奪了索忍尼辛的國籍，並強制押上飛機將他驅逐出境，但索忍尼辛不服，臨行前立下誓言：「我將活著回來」。

### 驅逐出境及流亡
政治局在討論對索忍尼辛的選擇時，考慮了三個選項，逮捕、軟禁、以及將他驅逐到願意接受他的資本主義國家的做法。在克格勃主席安德羅波夫的指揮下，並在西德總理勃蘭特聲明索忍尼辛可以在西德自由生活和工作後，索忍尼辛被直接驅逐到該國。
1974年2月13日，他被强行押上飞机，驱逐出境到西德。10月，他联合一些在西方流亡的苏联作家，在西柏林创办《大陆》文学季刊，作为发表苏联流亡作家作品的阵地，他亲自写了发刊词。12月起侨居瑞士苏黎世，后流亡美国。是年，他前往斯德哥尔摩领取4年后补发的诺贝尔文学奖。12月10日，瑞典国王和多位亲王出席了瑞典皇家科学院为索忍尼辛举行的隆重颁奖仪式。索忍尼辛在颁奖仪式上説：“在这个大厅里曾经有许多获奖者在你们面前发表过颁奖演说，然而，大概没有一个人像我这样给瑞典皇家学院和诺贝尔基金会带来如此之多的麻烦。”美国政府于1974年授予他“美国荣誉公民”称号 。 美国政府以为他只是不喜欢极权主义，而向往西方的民主自由，并且可以利用他的影响力，在意识形态的斗争中顺利地揶揄苏联。 1975年定居美国，此后在美国佛蒙特州乡下居住了18年。他尽可能保持俄式生活方式，交际圈有限，自己练习母语，拒绝学习英文。他想方设法获得国内的消息，对美国社会不闻不问。
1978年6月8日他在美国哈佛大学发表演讲时，因批评西方社会的人类中心主义、实利主义和自由主义，引起一场争论；流亡期間，他還不斷指責西方社會的道德墮落，甚至批评美国音乐使人难以忍受，并批评新闻媒体不加节制地对个人隐私的侵害。 
在此期间他在西方出版的作品，还有《古拉格群岛》、《牛犊顶橡树》和《1916年10月》、《1917年3月》等 。巨著《古拉格群岛》由作者的个人经历，上百人的回忆、报告、书信，以及苏联官方和西方的资料组成，分七大部分叙述1918－1956年，特别是斯大林执政期间，苏联各地关押迫害数百万人的（由于是不同时期，分批处决，具体数字难以统计）集中营的情况 ，书中描述的情况令人发指。《牛犊顶橡树》是一部关于苏联国内“文学生活的特写”，其中讲到自己作品的遭遇。另两部均为长篇小说，与《1914年8月》组成三部曲，名为《红轮》。他在这一三部曲中主张“以农业和手工业为基础”，依靠东正教，恢复“古老的俄罗斯生活方式”。
1982年10月，索忍尼辛应吴三连的邀请访问台湾，曾以《致自由中國》为题在台北中山堂发表演说，称“在這裡三十三年來不斷地向全世界顯示着，如果中國大陸不淪入共黨之手，整個中國都會達到像台灣一樣高度發展的水平。““你們也有一個更大更光明的希望，那就是被奴役國家的人民，不會無限度的忍耐下去，當他們的統治者們面臨嚴重危機的時候，他們就會揭竿而起來推翻暴政。”

### 返回俄罗斯
歷經20年的深度緘默和隱居，1994年5月27日，索忍尼辛結束了20年的流亡生涯，（值得注意的是，在回国时，索尔仁尼琴刻意使用了苏联护照而非俄罗斯护照）實現了20年前「我將活著回來」的預言，從美國的佛蒙特州回到了俄羅斯。但仍然不改其敢言的性格，他指責葉利欽領導的俄羅斯腐敗和物質主義盛行，也缺乏民主。在此之前，索忍尼辛早已預言蘇聯即將解體，並再次預言俄羅斯的私有化政策必將失敗。在俄罗斯国内，评论界和读者对他及他的创作褒贬不一，很多人把索忍尼辛视为回归祖国的先知。但是波蘭流亡作家康布羅維奇直言索忍尼辛浪費了一個作家的生命。
1996年发表了短篇小说《在转折关头》中称赞斯大林是发动的“伟大的向未来的奔跑”。但是其原文是“发动了加速度”而从上下文来看专指军事科技的内容。他没有像前持不同政见者季诺维耶夫和马克西莫夫那样的公开承认自己犯过错误，著名作家邦达列夫说他应该到一个旧时的修道院里去，在石板上跪下来进行忏悔，乞求上帝宽恕他的罪过。1997年索忍尼辛当选为俄罗斯科学院院士。他将俄罗斯20世纪过往兴衰起浮之经验传诸子孙，将之视为个人的历史责任。1998年12月11日，索忍尼辛在俄羅斯度過了他80歲生日，為了表示慶賀，俄羅斯電視台第一頻道(OPT)播出了描述索忍尼辛一生的電視影片，「獨立電視台」(HTB)連續四天播出了「索忍尼辛的一生」專題影片。然而，索忍尼辛依然不改他「天生異議者」的本色，就在80大寿当天，他对俄羅斯總統葉爾欽要颁给他的、象徵俄羅斯最高榮譽的「聖安德烈勳章」嗤之以鼻，并说：“目睹俄罗斯从欧洲强权的巅峰，堕落到当前如此悲惨的地步，我无法接受任何荣誉。”索忍尼辛總是如此令當局尷尬，正如葉爾欽的回憶錄所言：「索忍尼辛的筆是受上帝指揮的」，其實應該說，「索忍尼辛的筆是以人類之愛為汁墨的」。面對久違的祖國，面對依然是一邊殘破、貧困另一邊卻是貪腐、奢華的俄羅斯，索忍尼辛除了不改他文學悲憫和「天生反對」的性格之外，在這段晚年的回歸之中，索忍尼辛依然故我，他從一個「舊社會」的反叛者變成了「新社會」的反叛者，沒有停止他那種「不受歡迎」的、嘮叨不休的批判。
2001年，索尔仁尼琴的新作《同行两百年》（200 лет вместе）出版，在俄罗斯国内引起巨大反响。支持者认为，这本书描写了俄罗斯一直没被提起的俄罗斯犹太人历史，反对声音认为，索尔仁尼琴在这本书里表现出了反犹倾向。

### 去世
2008年8月3日深夜，索忍尼辛由于心臟衰竭在莫斯科逝世，享年89岁。

## 歷史和政治觀點

### 對西方的批評
索忍尼辛批評盟軍沒有在二戰初期在西方組織對納粹德國的新戰線。索忍尼辛稱，西方國家顯然對在東方喪生的人數並不關心，只要西方為自己迅速無痛地結束戰爭。
索尔仁尼琴不止一次在他的公开演讲中抱怨说，在美国社会中，有着只谈论俄罗斯民族坏话的悠久传统。并提醒世人“那个邪恶的俄罗斯并没有笼罩欧洲，更不用说美国和非洲。她出口的是面包和黄油，而不是武器或恐怖分子的教官”。
索尔仁尼琴一直认为西方对俄罗斯存在妖魔化和蔑视，并反对一切形式的“恐俄症”。他的这些行为后来被普京认可，并在其纪念雕像落成仪式演讲上提及。

### 對共產主義和泛斯拉夫主義的批判
索忍尼辛強調指出，與羅曼諾夫王朝的俄羅斯帝國相比，蘇聯極權主義政權的壓迫性要大得多。他斷言俄羅斯帝國沒有按照蘇聯格拉夫利特的風格進行任何真正的審查，政治犯通常不會被強迫進入勞教所，並且政治犯和流亡者的數量僅為蘇聯的萬分之一。他指出，沙皇的秘密警察僅存在於最大的三個城市。
返回俄國前不久，索忍尼辛在布洛涅河畔呂克發表演講，以紀念旺代戰爭200週年。在演講中索忍尼辛將法國大革命期間的雅各賓黨與列寧的布爾什維克進行了比較。他還把旺代起義者與布爾什維克的俄國，烏克蘭和哥薩克農民進行了比較，稱這兩者都被革命專制主義無情地摧毀了。
索忍尼辛認為，蘇聯主張馬克思列寧主義，導致所有俄國種族的文化都受到壓迫。俄國文化比蘇聯任何其他文化受到的壓制都更多。因此，索忍尼辛認為，俄羅斯民族主義和東方正教不應被西方視為威脅，而應被視為反抗蘇聯的盟友。
根據丹尼爾·J·馬奧尼的說法，“如果打開20世紀末索爾仁尼琴1994年的文章《俄羅斯問題》的幾乎任何一頁，就會發現索爾仁尼琴在指責農奴制的殘酷和不公正現象。此外，他還攻擊了泛斯拉夫主義。

### 對自由主義的批判
在一次受邀出席哈佛大学的毕业典礼上。他在演讲中并不认为西方式的自由民主有着普世价值。他称美国陷入了庸俗的物质消费主义，还痛骂美国音乐实在难听。
2002年，索尔仁尼琴批评普京在打击寡头方面的工作做得不够。不过，两人的关系逐渐融洽起来，这主要是因为两人的观点在很多方面相同。一方面，普京赞同索尔仁尼琴对西方式自由民主的批评以及俄罗斯文化应自立于西方的观点，另一方面索尔仁尼琴也赞赏普京为俄罗斯的复兴做出的努力。

### 大饑荒
他描述了布爾什維克在1917年建立的制度如何導致大饑荒：“這個制度在和平時期人為地製造了飢荒，在1932年和1933年在烏克蘭造成600萬人死亡。此後，他說：“他們死於歐洲的邊緣。歐洲甚至沒有注意到它，全世界也沒有注意到它—600萬人！”但2008年，俄罗斯真理报采访了索尔仁尼琴，索尔仁尼琴虽然认为1932-1933年的乌克兰大饥荒是一场灾难，但他也认为，那不是种族灭绝，种族灭绝的观点只是乌克兰的反俄主义者为反俄找的借口。

### 對俄羅斯政局的看法
自1991年蘇聯解體以來，索忍尼辛就開始發表對俄羅斯政局的看法，1991年的《我們怎樣建設俄羅斯》(Rebuilding Russia: Reflections and Tentative Proposals)，1995年的《20世紀末的俄羅斯問題》(The Russian Question at the End of the 20th Century)，以及返回蘇聯之後出版的《傾塌的俄羅斯》(Russia in Collapse)，流露了索忍尼辛返國前後對俄羅斯情勢的憂心與不滿。索忍尼辛堅信，一切的改革必須以人民的生活是否獲得改善來評斷。據此，他強烈反對前蘇聯總理、激進的自由主義經濟學家蓋達爾的改革計劃─「休克療法」。索忍尼辛把這種「激進市場化」的政策看成是「劫貧濟富」的掠奪主義。
索忍尼辛提出了一種類似「農民公社」的土地私有化觀點，試圖扭轉俄羅斯人民生產意願低落和極度貧窮的狀態。1994年10月28日，索忍尼辛對「國家杜馬」(俄羅斯聯邦議會下議院)發表演說，指出俄羅斯正走在錯誤的道路上，一條通過最曲折、最病態、最荒謬的方式以擺脫共產主義的道路。鑒於長期以來蘇聯中央集權的無能和「泛斯拉夫主義」的流毒，他主張恢復一種「地方自治會」，建立基層人民政權，徹底放給人民自治管理的權利。索忍尼辛从根本上否認改革中的俄羅斯正在走向「民主制度」，因為只要下層民眾不能擁有決定自己命運的權力，俄羅斯就依然沉陷在寡頭制度下。
1999年俄罗斯製作了長達200分鐘的纪录片 “对话索忍尼辛”。由俄羅斯著名導演亚历山大·索科洛夫執導。2006年，索忍尼辛的小說《第一圈》以完整的形式搬上了俄羅斯國家電視台銀幕。2007年俄罗斯国庆节那天，索忍尼辛获得2006年度俄罗斯人文领域最高成就奖俄罗斯联邦国家奖。在获得诺贝尔文学奖37年之后，索忍尼辛终于在自己的祖国获得了肯定。
2000年索忍尼辛猛烈批判叶利钦时称：“叶利钦时代的结果是，我们的政治、经济、文化和道德生活等所有基础领域都被摧毁或洗劫……我们还要继续洗劫和摧毁俄罗斯，直到一切荡然无存吗？”
在逝世前一年，索尔仁尼琴接受德国《明镜》周刊采访，在采访中对戈尔巴乔夫、叶利钦和普京的政治活动进行了评价。他认为戈尔巴乔夫缺乏经验，他推行的政治路线惊人地幼稚和不负责任；而叶利钦政权对俄罗斯人民同样地不负责任，急切草率地推行私有化，结果造成少数人对社会财富的公开掠夺。此外，叶利钦为了换取地方政权对联邦中央的支持，默许或鼓励分离主义势力抬头，事实上瓦解了俄罗斯国。

### 文化保守主义和俄式沙文主义
索尔仁尼琴虽然批判苏联极权统治下的罪行，但并不是真正站在自由民主的立场，而是基于对俄罗斯传统文化和极端民族主义的维护，自始至终是一个国家主义者和民族主义者。索尔仁尼琴极力强调东正教传统、大俄罗斯的国土、俄罗斯祖国三位一体，作为一个大俄罗斯沙文主义者，拒绝承认乌克兰人、哈萨克人为独立民族，支持历史上俄罗斯对波兰的侵略，并持反犹主义立场，还认为中国是对俄罗斯民族的威胁，认为“中华人民共和国是傲慢好斗的无神论国家”。他强力主张恢复俄罗斯帝国时代的版图，无视历史上俄罗斯民族对周边各族的压迫。认为苏联解体使得“大俄罗斯主义”破灭，其仅仅不过是“西方阴谋”，只是向西方尤其是美国“下跪”的结果。索尔仁尼琴信奉斯拉夫文化优越论，推崇17世纪尼康改革之前的俄罗斯旧东正教，旧东正教一直宣扬个体要服从于国家，以此加强专制统治及自身的世俗权力，它构成了爱国、团结、稳定、和谐等文化元素，成为了俄罗斯民族特性的重要组成部分，认为现代工业化和西方文化都会导致腐朽堕落，忧虑俄罗斯人被其侵蚀。他反对市场经济和私有制，但并非基于社会主义和进步主义的立场，而是基于保守主义的立场，认为市场经济和私有制违背了俄罗斯传统文化中的农村公社的集体主义。主张回到传统农业社会，放弃扩张性政策、放弃建立大帝国的梦想，并开发俄罗斯东部地区，防范中国。此外，不应一味地追求先进，那不是社会进步的特征；不应追求经济不断发展，而应保持稳定的经济，经济增长甚至是有害的；应该拒绝现代科技，而发展手工工艺；俄罗斯只能实行专制制度，这种制度建立在东正教的博爱基础之上；而专制制度、村社、地方自治、农业社会才是俄罗斯的光明前景。他还主张赋予市政机关强大的权力。
此外他的主张里虽然有“建立议会”，但他拒绝西式民主，而是希望建立类似缙绅会议的机构，他高度评价米哈伊尔时代的体制：“这整个俄罗斯国家体制绝对不是在西方的影响下建立起来的，也没有模仿任何人”；而批评彼得一世的最大失误在于“没能意识到，个别的文明和文化成果是无法脱离其成熟的心理环境被(从西方)移植过来的”。
他甚至拒绝使用“圣彼得堡”这个词，他一直坚持使用“彼得格勒（当然他也拒绝“列宁格勒”这个词）”来称呼这座俄罗斯第二大城市，他觉得“圣彼得堡”这个词是日耳曼的象征。
他甚至主张直接兼并乌克兰、白俄罗斯和哈萨克，或者至少恢复苏联北部领土的一半，因为那里居住着不少俄罗斯人。此外他对俄罗斯攻打车臣造成的平民伤亡不管不顾，没有发出谴责的声音。
同时在乌克兰问题上，索尔仁尼琴更是直截了当的批判叶利钦：“他丝毫不关心在乌克兰和克里木的俄罗斯人的命运，不关心俄语的命运…他看中的是与克拉夫丘克和库奇马的拥抱。”他认为在乌克兰“俄罗斯文化遭到践踏侮辱和充满敌意的禁封。中学里俄语受压制，大学则完全遭禁。”他还在1990年的著作《重建俄罗斯：反思与初步建言》中称：“将乌克兰视为一个从大约九世纪起就存在，并拥有其自身非俄罗斯语言的民族，所有这样的说辞都是近来发明的谎言。”在这本著作里，索尔仁尼琴也提到了波兰在历史上对俄罗斯的扩张和俄罗斯的反抗，也提及了索尔仁尼琴为何仇视波兰。他还认为乌克兰东部的领土是“历史上从未属于乌克兰”的，包括克里米亚，新罗西亚等地。并认为叶利钦彻底放弃塞瓦斯托波尔是对整个俄罗斯19到20世纪成果的彻底背叛。
索尔仁尼琴也不认为哈萨克斯坦是一个独立国家，他明确指出，其大部分领土在历史上属于俄罗斯。他在其文章中写道：“哈萨克斯坦目前广大的领土系由共产主义者以完全随意的方式拾掇而成：季节性迁居的牧人一年到头走到哪里，哪里就可能被称作哈萨克斯坦。”“今天，在哈萨克斯坦过于广漠的全部领土上，哈萨克族人的构成不到一半，这是很明显的一点。”
索尔仁尼琴支持俄罗斯对车臣的战争（尤其是第二次车臣战争），并表示他的国家应坚定对恐怖主义分子的立场、不应屈服于西方压力。他认为第二次车臣战争与1994年-1996年的第一次车臣战争性质截然不同。他还指出是当时克里姆林宫官员的贪婪、腐败和自以为是引发了那次战争，那次车臣之战是俄罗斯人的耻辱和失败。对于第二次车臣战争他解释说“不是我们去攻打别人，而是别人先攻击我们。”他还认为莫斯科当局攻击的是驻扎在车臣的伊斯兰叛军，他们常常从事绑架和恐怖活动。
不过，对于日俄之间的争议领土北方四岛，索尔仁尼琴则建议叶利钦可以还给日本人，在《废墟中的俄罗斯》一书中称：“连乌克兰和哈萨克斯坦都放弃了，为何却要继续占据本来就不属于我们的四个岛屿？这不过是虚伪的爱国主义而已。”更表示：“对于国土狭小的日本来说，四岛具有重大意义，归还北方四岛对赢得日本人民好感，实现日俄关系的突破将有重大意义。”不过他觉得要多问日本人要些钱，最终叶利钦没有采纳他的意见。
索尔仁尼琴不仅否定十月革命，也否定二月革命，认为马克思主义和自由主义都很糟糕，都是破坏俄罗斯民族根基的外来文化，只有沙皇统治时期的俄国才是最好的。索尔仁尼琴驳斥西方对普京“专制”、“反民主”的指责，以及关于“俄罗斯的言论自由受到压制”的说法，他认为“目前新闻传播基本上是自由的”、“没有感到什么压力”。索尔仁尼琴极力为普京辩护，赞赏普京“提出了正确的目标：强大的俄罗斯，加强俄罗斯的统一”，极力赞赏普京的统治，否认普京时期存在选举舞弊和对反对派的镇压，其原因在于普京崇尚俄罗斯传统文化和奉行俄式沙文主义满足了索尔仁尼琴的需求。普京前往莫斯科郊外的索尔仁尼琴家中拜访时，坐在轮椅上的索尔仁尼琴对总统的意外到访非常激动，为自己坐着迎接普京道歉，并受宠若惊地说“您日理万机，我简直不敢想象，您怎么能脱身来到我这儿”。普京后来披露，他们主要谈了“俄罗斯”、“国家未来”、“俄国的世界地位”等，关注的是国家的地位和权力。
索尔仁尼琴支持塞尔维亚民族主义，并认为塞尔维亚和俄罗斯是兄弟民族。索尔仁尼琴认为塞尔维亚不能放弃科索沃，同时谴责北约干涉塞尔维亚。

## 家庭
第二任妻子娜塔莉亚·德米特里耶芙娜·斯维特洛娃亚与索尔仁尼琴结婚前育有一子德米特里·都灵，德米特里于1994年3月18日在纽约市的家中去世，享年32岁。
亚历山大·索尔仁尼琴与娜塔莉亚育有三子
大儿子叶尔莫莱·索尔仁尼琴毕业于哈佛大学，现为麦肯锡上海办公室高级合伙人
二儿子伊格纳特·索尔仁尼琴是一位音乐家，钢琴家，现居美国
三儿子斯捷潘·索尔仁尼琴毕业于麻省理工学院和哈佛大学，曾任麦肯锡莫斯科办公室高级合伙人，以及西伯利亚煤炭能源公司CEO

## 作品
- 《伊万·杰尼索维奇的一天》（1962）
- 《第一圈》（1968）[38]
- 《一九一四年八月》（《红轮》的一部分）（1971）[39]
- 《古拉格群岛》（1962-1973）[40]
- 《普鲁士之夜》（诗集）（1951）
- 《牛犊顶橡树》（1975）
- 《列宁在苏黎世》（《红轮》的一部分）（1976）
- 《1916年11月》（《红轮》的一部分）（1983）
- 《癌症楼》
- 《同行两百年（英语：Two Hundred Years Together）》（2002年）

## 評價和影響
索忍尼辛比蘇聯多活了17年，這個曾經被他抨擊、開除他的公民資格並將他驅逐出境的超級系統，已於1991年宣告解體。有人說“索忍尼辛是上一代作家中最後一位代表良知的作家”，他代表了俄羅斯的良知，而他的一生飽經磨難，卻足以燭照未來。
很多西方人視其為與蘇聯當權者鬥爭的偉大文學家與英雄，但索忍尼辛又抨擊所有的民主派，資本家，個人消費者，自由主義者等，在他們眼中索忍尼辛是個難以理解和面對的人。
美國國務卿基辛格曾在亞歷山大·索忍尼辛流亡的1970年代警告總統福特不要接見索忍尼辛，認為這會影響與蘇聯的談判，並於備忘錄上寫道：“索忍尼辛是個著名作家，但他的政治主張是一件令追隨他的異見者都覺得尷尬難堪的事。接見他不僅會得罪蘇聯，還會因其政治主張在美國及各盟國中引起論戰。”
俄罗斯保守派杂志《明天》将其比喻为霍梅尼，在1994年索尔仁尼琴回归时发表的评价是“霍梅尼降临海参崴”。

## 作品出版

### 港澳台地区
- 陳立進/譯，《集中營裡的一日》，晨鐘，1970年。
- 李清俊/譯，《丹尼索維奇生命中的一天》，文源，1971年。
- 馬春英/譯，《克齊托卡車站》，晨鐘，1971年。
- 徐冠祥/譯，《伊凡·杰尼索维奇的一天》(又名「集中營裡的一日」)，水牛，1971年。
- 黃導群/譯，《悲愴的靈魂》，志文，1970、1973、1982、1985年。
- 黃文範/譯，《一九一四年八月》，世界文物，1973年。
- 霍志如/譯，《克齊托卡車站》，正文，1973年。
- 譯者不詳，《共產主義破產宣告書》，出版者不詳，1974年。
- 楚卿/譯，《癌症病房》，國防部總政治作戰部，1974年。
- 翁廷樞/譯，《為人類而藝術：索氏諾貝爾文學獎講辭》，地球，1974年。
- 高原/譯，《集中營的一天》，黎明文化，1974年。
- 楚卿/譯，《癌症病房》，天下，1975年。
- 翁廷樞/譯，《致俄共領袖書》，地球，1974年。
- 聯合報摘譯，《古拉格群島》，聯合報社，1974年。
- 翁廷樞、吳富炰/譯，《古拉格群島》，地球，1974年。
- 顏元叔/選譯，《索忍尼辛傑作選》，地球，1974年。
- 勾純端/譯，《索盛尼金致蘇俄領袖們的信》，中華雜誌社，1975年。
- 嚴彩繡、曾永莉/合譯，《古拉格群島》，道聲，1975年。
- 陳克環、周增祥/合譯，《索忍尼辛短篇小說及散文詩集》，道聲，1976年。
- 丁源炳/譯，《索忍尼辛傑作選譯》，王家，1977年。
- 譯者不詳，《挽救人類的浩劫》，高雄市委員會，1978年。
- 黃文範/譯，《古拉格群島》，遠景，1975年、1976年、1980年。
- 王兆徽/譯，《索忍尼辛回憶錄》，中華日報社，1976、1978、1980年。
- 諾貝爾文學獎全集編譯委員會/編譯，《索忍尼辛》，1981年。
- 楚卿/譯，《癌症病房》，黎明文化，1981年。
- 譯者不詳，《克齊托卡車站》，文言出版，1982年。
- 編譯者不詳，《索忍尼辛的聲音與迴響》，黎明文化，1982年。
- 楊耐冬/譯，《索忍尼辛短篇傑作集：六個短篇及十六個極短篇》，志文，1983年、1989年。
- 楊耐冬/譯，《索忍尼辛短篇傑作集》，志文，1989年。
- 黃文範/譯，《第一層地獄》，遠景出版，1992年。
- 李魁賢/譯，《普魯士之夜》，桂冠，2000年。

### 中國大陆
- 斯人/译，《伊凡・杰尼索维奇的一天》，作家出版社，1963年。
- 荣如德/译，《癌病房》，上海译文出版社，1980年。
- 田大畏/译，《古拉格群岛》，群众出版社，1996年。
- 陈淑贤等/译，《牛犊顶橡树》，时代文艺出版社，1998年。
- 姜明河/译，《癌症楼》，译林出版社，2007年。
- 何茂正、李万、胡真真、朱宝寰、武学善、张达明、夏广智、林全胜、李青/译，《红轮（第一卷）》，江苏文艺出版社，2010年。
- 何茂正、李万、胡真真、朱宝寰、武学善、张达明、夏广智、林全胜、李青/译，《红轮（第二卷）》，江苏文艺出版社，2011年。
- 何茂正等/译，《红轮（第三卷）》，江苏文艺出版社，2013年。